# Andreaea brevipes
Andreaea brevipes là một loài rêu trong họ Andreaeaceae. Loài này được Spruce mô tả khoa học đầu tiên năm 1861.